# Brien Cobcroft
Brien William Baxter Cobcroft (né le 11 octobre 1934 à Sydney, mort le 11 juillet 2010 à Quirindi) est une cavalier australien de concours complet.
Il participe aux Jeux olympiques d'été de 1964 à Tokyo (13e place de l'épreuve individuelle et 7e place de l'épreuve par équipe) et aux Jeux olympiques d'été de 1968 à Mexico (13e place de l'épreuve individuelle et médaille de bronze de l'épreuve par équipe).